# Население на Самоа
Населението на Самоа през 2016 г. е 195 979 души.

## Възрастов състав
(2004)
- 0 – 14 години: 28,3% (мъже 25 548/ жени 24 668)
- 15 – 64 години: 65,5% (мъже 72 820/ жени 43 563)
- над 65 години: 6,3% (мъже 5096/ жени 6019)

(2006)
- 0 – 14 години: 26,1% (мъже 23 492/ жени 22 653)
- 15 – 64 години: 67,3% (мъже 74 202/ жени 44 894)
- над 65 години: 6,6% (мъже 5299/ жени 6368)

(2015)
- 0 – 14 години: 32,7% (мъже 33 393/ жени 31 324)
- 15 – 64 години: 61,8% (мъже 62 910/ жени 59 267)
- над 65 години: 5,5% (мъже 4730/ жени 6149)

## Етнически състав
Около 92,6 % от населението са самоанци, 7 % са евронезийци, 0,4 % – европейци.

## Религия
Мнозинството от населението са християни (99,1 %), от тях 57,4 % са протестанти, 19,4 % римокатолици, 15,2 % мормони.

## Език
Официални езици са самоански и английски.